# Cryptoporticus

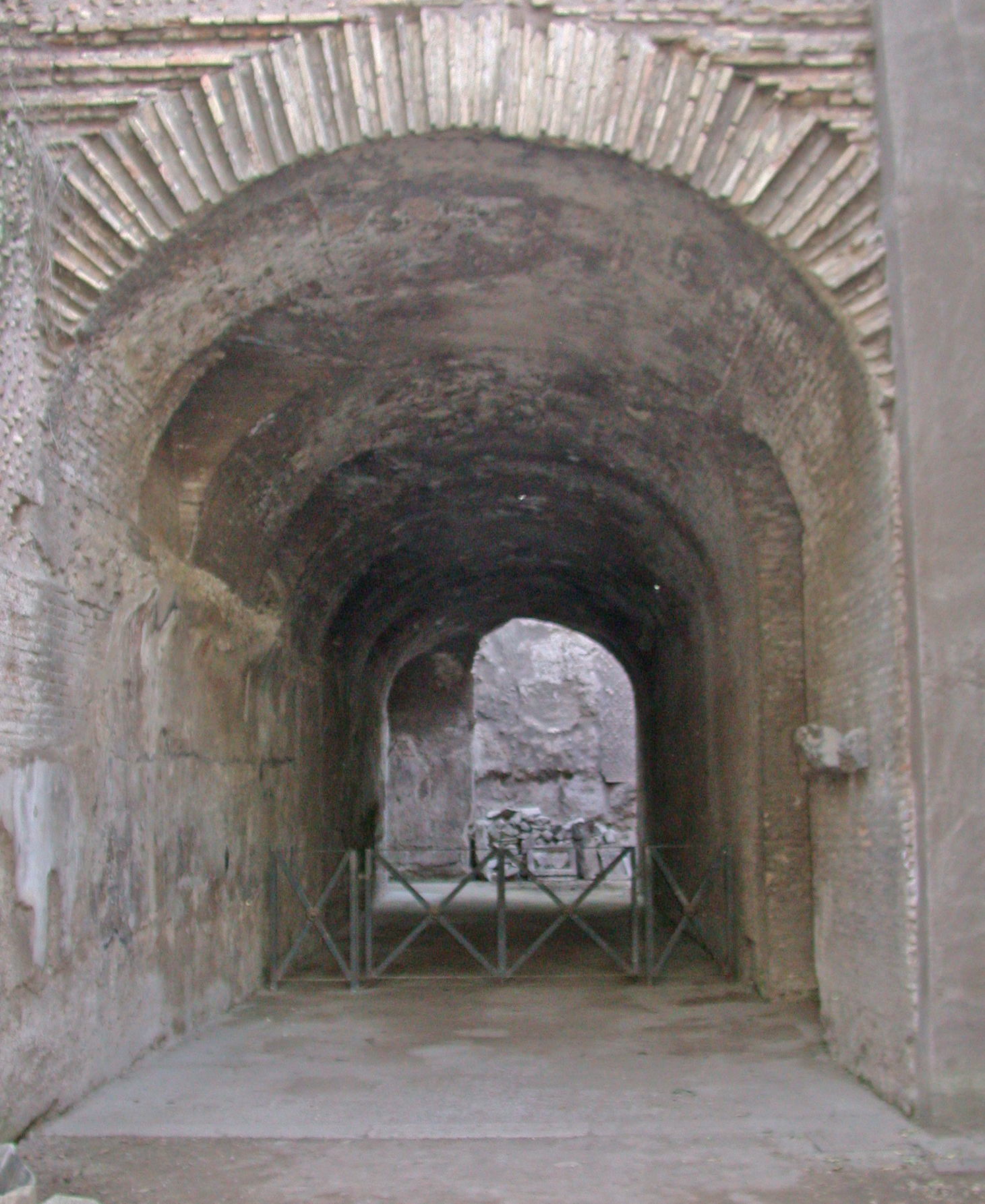
Del av Cryptoporticus på Palatinen.

Kryptoportik (latin cryptoporticus), från latinets crypta och porticus, är en halvt underjordisk korridor.

## Cryptoporticus i Rom
Byggnadsverket Cryptoporticus i Rom utgörs av en rad halvt underjordiska korridorer, som uppfördes av den romerske kejsaren Nero på Palatinen för att förbinda hans "Gyllene hus" (Domus aurea) med tidigare kejsares palats.
Valven i Cryptoporticus är smyckade med utsökta stuckreliefer, vilka i dag är kopior av de original som nu förvaras i Palatinens museum.